# Castillo de Noguerosa
El castillo de Noguerosa (en gallego: castelo de Nogueirosa), también conocido por el nombre de castillo de los Andrade (en gallego: castelo dos Andrade), es un antiguo castillo medieval, situado en el municipio de Puentedeume (La Coruña, Galicia, España).
Está situado a 309 m sobre el nivel del mar en la cima de la Peña Leboreira. Si bien no fue residencia de la familia Andrade, su propietaria y constructora, fue mantenida con una pequeña guarnición (40-50 personas) durante la parte final de la Edad Media como posible refugio para esta familia en caso de revueltas. Así, en 1431 sufrió el ataque de la Irmandade Fusquenlla, dirigida por Roi Xordo, aunque no sufrió daños sustanciales. En 1467, durante la segunda guerra irmandiña el castillo resulta parcialmente destruido.
Está constituido por una torre del homenaje, un patio de armas y un recinto fortificado con puerta de acceso, puente levadizo y foso. La torre del homenaje tiene 4 alturas destinadas a calabozo, cuerpo de guardia y estancias del alcaide. El patio de armas cuenta con aljibe y se conserva parcialmente una estructura en los lienzos de la torre del homenaje que permitía conducir el agua de lluvia hasta el aljibe en caso de sitio.
Esta edificación está considerada desde el año 1994 como un Bien de Interés Cultural dentro del catálogo de monumentos del patrimonio histórico de España.

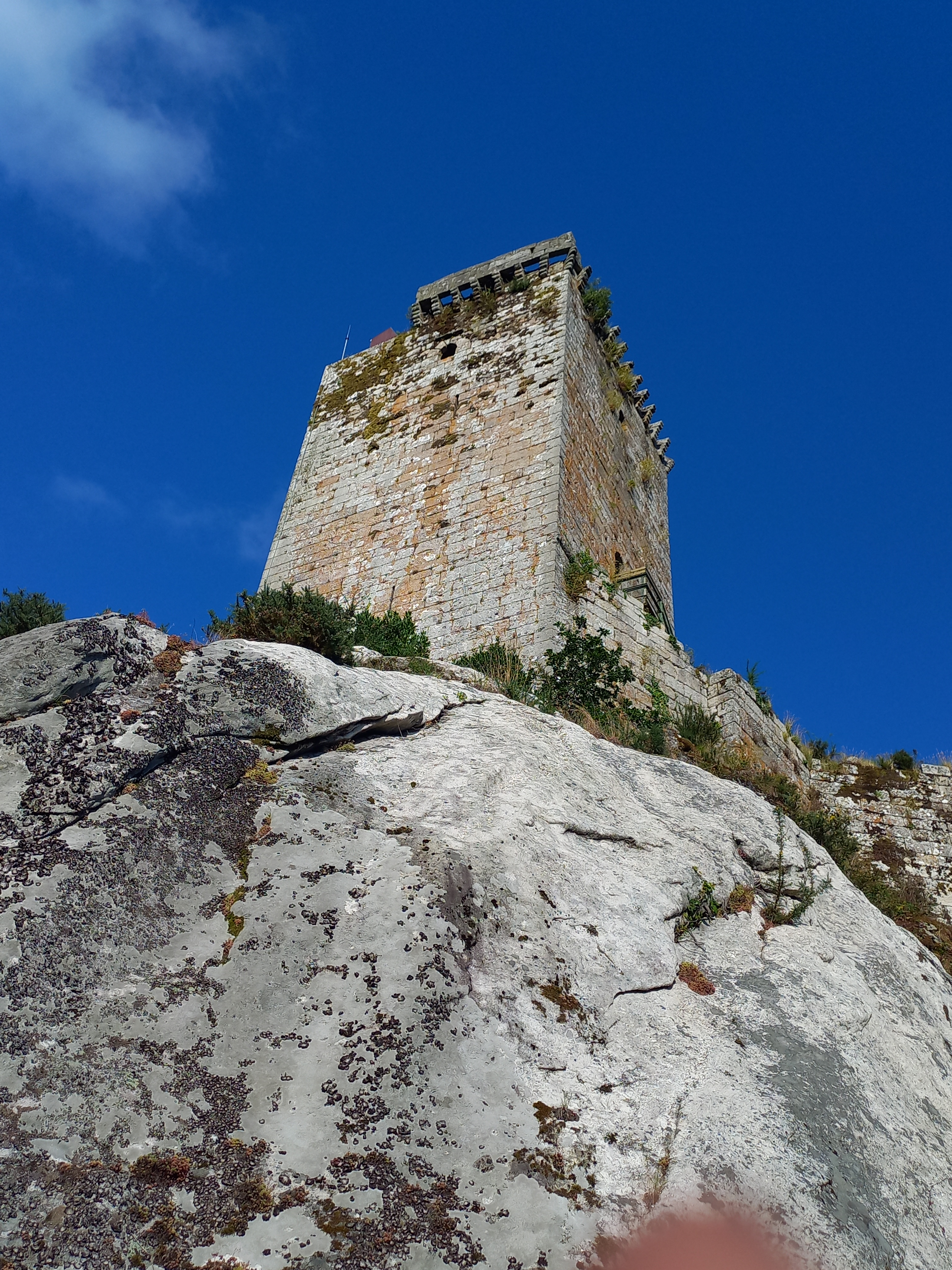
Vista del lienzo norte del castillo sobre la Peña Leboreira.